# Troisième bruit cardiaque
 (février 2024).
La mise en forme du texte ne suit pas les recommandations de Wikipédia : il faut le « wikifier ».
Les points d'amélioration suivants sont les cas les plus fréquents. Le détail des points à revoir est peut-être précisé sur la page de discussion.
- Les titres sont pré-formatés par le logiciel. Ils ne sont ni en capitales, ni en gras.
- Le texte ne doit pas être écrit en capitales (les noms de famille non plus), ni en gras, ni en italique, ni en « petit »…
- Le gras n'est utilisé que pour surligner le titre de l'article dans l'introduction, une seule fois.
- L'italique est rarement utilisé : mots en langue étrangère, titres d'œuvres, noms de bateaux, etc.
- Les citations ne sont pas en italique mais en corps de texte normal. Elles sont entourées par des guillemets français : « et ».
- Les listes à puces sont à éviter, des paragraphes rédigés étant largement préférés. Les tableaux sont à réserver à la présentation de données structurées (résultats, etc.).
- Les appels de note de bas de page (petits chiffres en exposant, introduits par l'outil «  Source ») sont à placer entre la fin de phrase et le point final[comme ça].
- Les liens internes (vers d'autres articles de Wikipédia) sont à choisir avec parcimonie. Créez des liens vers des articles approfondissant le sujet. Les termes génériques sans rapport avec le sujet sont à éviter, ainsi que les répétitions de liens vers un même terme.
- Les liens externes sont à placer uniquement dans une section « Liens externes », à la fin de l'article. Ces liens sont à choisir avec parcimonie suivant les règles définies. Si un lien sert de source à l'article, son insertion dans le texte est à faire par les notes de bas de page.
- La présentation des références doit suivre les conventions bibliographiques. Il est recommandé d'utiliser les modèles {{Ouvrage}}, {{Chapitre}}, {{Article}}, {{Lien web}} et/ou {{Bibliographie}}. Le mode d'édition visuel peut mettre en forme automatiquement les références.
- Insérer une infobox (cadre d'informations à droite) n'est pas obligatoire pour parachever la mise en page.

Pour une aide détaillée, merci de consulter Aide:Wikification.
Si vous pensez que ces points ont été résolus, vous pouvez retirer ce bandeau et améliorer la mise en forme d'un autre article.
Le troisième bruit cardiaque ou B 3 (parfois appelé S3 suivant le terme anglophone) est un bruit cardiaque supplémentaire rare qui se produit peu de temps après les deux bruits cardiaques normaux « lub-dub » (B 1 et B 2 ). B3 est associé à une insuffisance cardiaque.

## Physiologie
Elle survient au début du tiers moyen de la diastole, environ 0,12 à 0,18 seconde après B2. 
La présence d'un B 3 peut être normal chez les personnes de moins de 40 ans et chez certains athlètes entraînés, mais devrait disparaître avant l'âge mûr. La réapparition de ce son tard dans la vie est anormale  et peut indiquer des problèmes graves tels qu'une insuffisance cardiaque. Le son de B 3 est plus grave que les sons normaux, généralement faible et mieux entendu avec la cloche du stéthoscope.
Il a également été appelé « galop ventriculaire » ou « galop protodiastolique » en raison de sa place au début de la diastole. C'est un type de rythme de galop grâce à un son supplémentaire ; l'autre rythme de galop est appelé B 4. Les deux sont assez différents, mais ils peuvent parfois se produire ensemble. Si la fréquence cardiaque est également très rapide ( tachycardie ), il peut devenir difficile de distinguer B 3 de B 4, produisant ainsi un son unique appelé « galop de sommation ». 
Le B 3 est un son sourd et grave, mieux entendu avec la cloche placée au-dessus de l'apex cardiaque avec le patient allongé en position de décubitus latéral gauche. Ce bruit cardiaque lorsqu'il est présent chez un enfant ou un jeune adulte implique la présence d'un ventricule souple pouvant se remplir rapidement. À l’inverse, lorsqu’il est entendu chez un adulte d’âge moyen ou plus âgé, un B 3 est souvent un signe de maladie, indiquant une augmentation du remplissage ventriculaire due à une insuffisance cardiaque congestive ou à une insuffisance mitrale ou tricuspide sévère.

## Causes
On pense que le B 3 est causé par l'ondulation du sang entre les parois des ventricules initiée par l'afflux de sang en provenance des oreillettes. La raison pour laquelle le troisième bruit cardiaque ne se produit pas avant le tiers moyen de la diastole est probablement due au fait que, au début de la diastole, les ventricules ne sont pas suffisamment remplis pour créer suffisamment de tension pour la réverbération. Cela peut également être le résultat d'une tension des cordes tendineuses lors d'un remplissage et d'une expansion rapides du ventricule. Des recherches récentes suggèrent que le diamètre de l'anneau de la valvule mitrale est l'un des facteurs les plus importants dans la production du son B3.

## Associations
Elle est associée à une insuffisance cardiaque  causée par des affections qui provoquent :
- un remplissage ventriculaire rapide
  - par Insuffisance mitrale : c'est lorsque l'un des feuillets de la valvule mitrale qui empêche généralement le sang de circuler du ventricule gauche vers l'oreillette gauche dysfonctionne, permettant au sang de refluer dans les oreillettes pendant la systole. Cela signifie que l’oreillette gauche sera trop remplie, ce qui entraînera un remplissage ventriculaire rapide lorsque la valvule mitrale s’ouvrira[5].
  - par pressions de remplissage élevées de l'oreillette gauche et du ventricule gauche, généralement le résultat d'un ventricule gauche raidi et dilaté
  - lors d'une Communication interventriculaire - il s'agit d'un trou dans la paroi entre les deux ventricules, qui permet un remplissage rapide à partir de l'autre ventricule.

- une mauvaise fonction ventriculaire gauche 
  - Après un infarctus du myocarde
  - Lors d'une cardiomyopathie dilatée : les parois ventriculaires sont anormales pour diverses raisons et deviennent fines et raides et ne se détendent donc pas bien.

le B3 peut également être dû à une régurgitation tricuspide importante.
Dans les affections affectant le péricarde ou les maladies qui affectent principalement le muscle cardiaque ( cardiomyopathies restrictives ), un son similaire peut être entendu, mais il est généralement plus aigu et est appelé « cognement péricardique ». Le B3 peut également être confondu avec un B2 largement divisé ou un claquement d'ouverture mitrale, mais ces sons sont généralement d'une tonalité beaucoup plus aiguë et se produisent plus près du début du S2.

## Traitement
La maladie elle-même n’a pas besoin d’être traitée, mais la cause sous-jacente doit plutôt être corrigée. Selon l'étiologie, le rythme de galop peut disparaître spontanément.